# Llévame en tus brazos
Llévame en tus brazos es una película musical mexicana de 1954 escrita y dirigida por Julio Bracho y protagonizada por Ninón Sevilla y Armando Silvestre.

## Argumento
En un pueblo de pescadores en la cuenca del Río Papaloapan, en México, vive el pescador Pedro (Andrés Soler) y sus hijas Rita (Ninón Sevilla) y Martha (Rosenda Monteros). Rita ama a un joven llamado José (Armando Silvestre), quien ha sido despedido del ingenio, por organizar una huelga para exigir los derechos de los trabajadores, por lo que no se podrá casar con Rita tan pronto como él quería. Después de una buena pesca, todos en el pueblo celebran con una fiesta. Llega Don Antonio (Julio Villarreal), propietario del ingenio, a cobrarle a Pedro el dinero que le prestó para comprar una barca. Como Pedro no puede pagarle, Don Antonio le propone que le dé a cambio a una de sus hijas. Rita escucha y le ofrece a Don Antonio irse ella para salvar a su padre y a su hermana, pidiéndole tan solo que no le diga nada a nadie. Antes de irse, Rita se entrega a José a la orilla del río, pero cuando ella se va, él cree que lo ha abandonado.

## Reparto
- Ninón Sevilla como Rita
- Armando Silvestre como José
- Andrea Palma como Eva
- Carlos López Moctezuma como Gregorio
- Andrés Soler como Pedro
- Julio Villarreal como Don Antonio
- Rosenda Monteros como Martha
- Consuelo Guerrero de Luna como Valentina
- Rodolfo Acosta como Agustín

## Comentarios
En calidad de superestrella, la rumbera cubana Ninón Sevilla pidió a Producciones Calderón que volvieran a llamar a Gabriel Figueroa para fotografiarla y a Julio Bracho, uno de los cineastas más prestigiados de México, para dirigirla. El resultado fue bueno: Llévame en tus brazos es una cinta que ha crecido con el tiempo al igual que Aventurera, Victimas del pecado y Sensualidad. La película, que se filmó con el binomio Ninón-Bracho, es un melodrama de rencillas familiares y venganzas amargas, realizada por un cineasta en la cresta de la ola, en el momento cumbre de su éxito. Hay de todo: terratenientes, pescadores, líder sindical siniestro, amores imposibles; narcóticos para confundir sexualmente a la dama joven y entregarla al hombre equivocado. Todo el conflicto estaba dominado por grandes personalidades: Carlos López Moctezuma, Andrea Palma, Rodolfo Acosta, Andrés Soler, rodeando a una Ninón Sevilla ingenua y arrastrada por un torbellino de calamidades.